# 瓦曼里帕山
14°39′54″S 72°24′24″W / 14.66500°S 72.40667°W
瓦曼里帕山（Wamanripa），是秘魯的山峰，位於該國南部庫斯科大區的瓊比維卡省，屬於安第斯山脈的一部分，處於錢庫瓦尼亞山東南面、瓦伊塔內山和奧托倫庫山以東，海拔高度約5,300米。